# Agua potable y saneamiento en Panamá
Los servicios de abastecimiento de agua y saneamiento en Panamá se caracterizan por sus niveles altos en comparación con otros países de América Latina. Sin embargo, quedan desafíos, especialmente en las zonas rurales.

## Acceso
Según datos del Ministerio de Salud, en 2006, un 98% de la población tenía acceso a agua potable y también otro 98% tenía acceso al saneamiento, incluyendo en forma de letrinas. No obstante, según el Ministerio de Educación a través del Programa de Monitoreo Conjunto del año 2006 de la WHO y UNICEF, el 99% tenía acceso a agua potable en zonas urbanas y el 79% en zonas rurales en 2004. En el mismo año, el 89% de la población urbana y el 54% de la población rural tenía acceso a saneamiento.
|            |                         | Urbano (57% de la población) | Rural (43% de la población) | Total |
| ---------- | ----------------------- | ---------------------------- | --------------------------- | ----- |
| Agua       | Definición Amplia       | 99%                          | 79%                         | 90%   |
| Agua       | Conexiones Domiciliares | 96%                          | 72%                         | 86%   |
| Sanitation | Definición Amplia       | 89%                          | 51%                         | 73%   |

Fuente: Programa de Monitoréo Conjunto WHO/UNICEF(JMP/2006).
Si se compara estos datos del año 2004 con los de 1990, no se observan cambios evidentes ni en zonas urbanas ni en zonas rurales.

## Calidad de servicio
La calidad del agua potable está generalmente considerada buena en Panamá, pero no hay datos públicos disponibles para confirmar esta percepción. El servicio de agua está continuo para la mayoría de usuarios. Sin embargo, hay áreas donde el servicio no está continuo. No existen estadísticas sobre el porcentaje de la población que tiene servicio continuo.

## Responsabilidad para agua y saneamiento
La Ley de Agua, que fue aprobada en 1997, asigna las responsabilidades del sector.

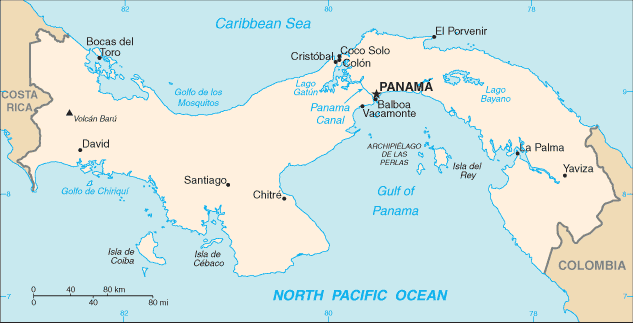
Mapa de Panamá.

### Política y regulación
El Ministerio de Salud es el ente rector del sector y tiene la responsabilidad para la definición de políticas. La Autoridad Nacional de Servicios Públicos tiene la responsabilidad para la regulación económica de los servicios de agua y saneamiento en áreas urbanas.
La responsabilidad para los recursos hídricos está compartida entre el Ministerio de Ambiente y, en la cuenca del Canál, la Autoridad del Canal de Panamá.

### Prestación de servicios
En áreas urbanas con más de 1,500 habitantes según la ley el Instituto de Acueductos y Alcantarillados Nacionales tiene la responsabilidad de prestación de servicios, con excepción de los municipios de Boquete y Gualaca en la Provincia de Chiriquí que manejan sus propios sistemas de agua potable.
En áreas rurales existen más de 3,300 sistemas de acueductos rurales, de los cuales 1,800 son manejados por Juntas Administrativas de Acueductos Rurales (JAAR) y los otros son manejados por Comités de Salud.

## Historia del sector
EL IDAAN se creó en 1961 y fue responsable de importantes inversiones en agua potable en áreas urbanas de Panamá, incluso la planta potabilizadora de Miraflores y una ampliación importante de cobertura de agua potable y, en menor grado, de alcantarillado. En sus primeras décadas fue una empresa con amplia capacidad financiera y de recursos humanos. Sin embargo, no hubo ningún incremento tarifario desde el 1982, lo que ha debilitado mucho la capacidad financiera de la empresa.

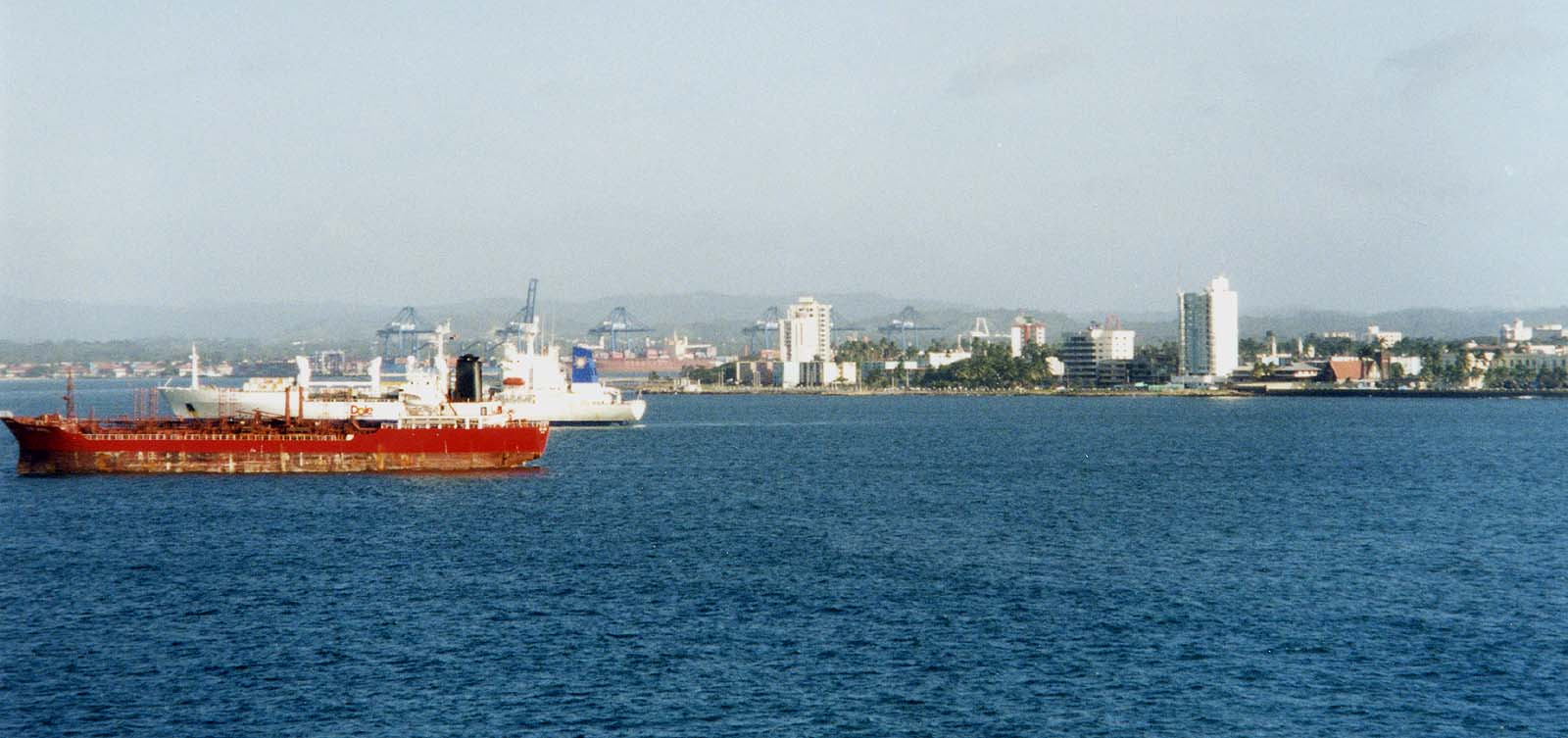
Colón.

Frente de la debilidad de la empresa pública, se propuso a finales de los 90, privatizar el IDAAN, siguiendo el ejemplo de las privatizaciones en el sector telefónico y de electricidad. En la misma época se creó el ente regulador de los servicios públicos (ahora la ASEP) para la regulación económica de los servicios de infraestructura. También, en 1997 se aprobó la Ley 2 por el cual se dicta el marco regulatorio e institucional para la prestación de los servicios de agua potable y saneamiento.
Sin embargo, después de un cambio de gobierno en 1999 se abandonó la privatización. Durante la nueva administración de Mireya Moscoso se aprobó la Ley 77 que modificó las partes de la Ley 2 que hacen referencia a la privatización y que busca a fortalecer el IDAAN, modificando la estructura de su Junta de Gobierno.
En 2003 el gobierno decidió usar recursos del Fondo Fiduciario para el Desarrollo, un fondo constituido de los ingresos de la privatización de las empresas de telecomunicaciones y de electricidad, para aumentar significativamente las inversiones del IDAAN en áreas urbanas.
Después de un nuevo cambio de gobierno en 2004, la administración de Martín Torrijos estableció en 2006 el Programa para el Desarrollo Comunitario para Infraestructura Pública (PRODEC) que invierte entre otros en acueductos rurales, según prioridades establecidas de manera transparente y participativa en cada corregimiento del país.

## Tarifas y recuperación de costos
Ni las tarifas del IDAAN, ni las tarifas en áreas rurales recuperan los costos de inversión. La estructura tarifaria no da incentivos para el ahorro de agua. Primero, la mitad de los usuarios urbanos y casi todos los usuarios rurales no tienen medidor y entonces reciben una factura no relacionada con su nivel de consumo. Segundo, hasta para los usuarios medidos, la estructuria tarifaria no da un incentivo para el ahorro porque un bloque de consumo alto (10,000 galones por mes) es incluido en la tarifa básica residencial.

## Inversiones y subsidios
El Programa de Desarrollo Comunitario para Infraestructura Pública (PRODEC), iniciado en 2006 por el presidente Martín Torrijos, tiene como meta invertir US$ 100 millones de ganancias del Canal de Panamá en infraestructura communitaria, incluyendo agua potable y saneamiento. La programación de estas inversiones se hace de manera participativa a través de Consejos Consultivos en cada corregimiento del país. 
El Fondo de Inversión Social invierte también en infraestructura de agua potable, principalmente en áreas rurales.

## Asistencia externa
El Banco Mundial apoya el sector de agua potable y saneamiento a través del Proyecto de Agua y Saneamiento en Panamá con un préstamo de US$ 32 millones, ejecutado por el Ministerio de Salud.
El BID apoyó el sector a través de varios proyectos. El proyecto de saneamiento de la Bahía y de la Ciudad de Panamá, ejecutado por el Ministerio de Salud, apoyó la ampliación de la red de alcantarillado en la capital con un préstamo de US$ 45 millones. Los proyectos de desarrollo sostenible de Darién y de Bocas del Toro, ejecutados por el Ministerio de Economía y Finanzas, incluyen apoyo a la construcción de sistemas de agua y saneamiento.